# Liste der Baudenkmäler in Bolsterlang

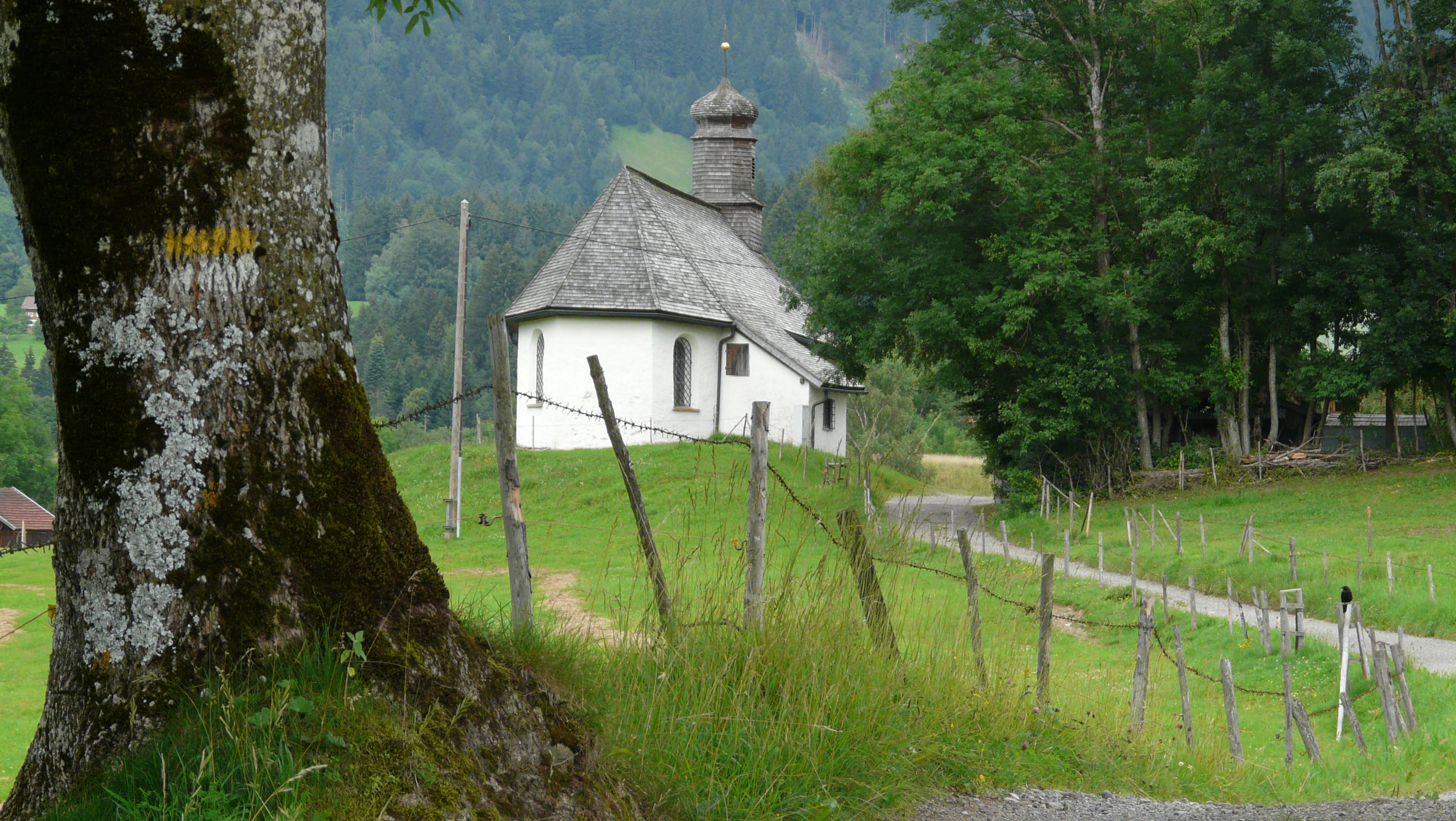
Kapelle von Untermühlegg

Auf dieser Seite sind die Baudenkmäler in der schwäbischen Gemeinde Bolsterlang zusammengestellt. Diese Tabelle ist eine Teilliste der Liste der Baudenkmäler in Bayern. Grundlage ist die Bayerische Denkmalliste, die auf Basis des Bayerischen Denkmalschutzgesetzes vom 1. Oktober 1973 erstmals erstellt wurde und seither durch das Bayerische Landesamt für Denkmalpflege geführt wird. Die folgenden Angaben ersetzen nicht die rechtsverbindliche Auskunft der Denkmalschutzbehörde.

## Baudenkmäler nach Ortsteilen

### Bolsterlang
| Lage                        | Objekt                                                  | Beschreibung | Akten-Nr.    | Bild                                                    |
| --------------------------- | ------------------------------------------------------- | --- | ------------ | ------------------------------------------------------- |
| Nähe Kapellenweg (Standort) | Katholische Kapelle St. Maria Magdalena und St. Ottilia | Katholische Kapelle St. Maria Magdalena und St. Ottilia, spätgotischer Saalbau mit dreiseitig geschlossenem Chor und turmartigem Dachreiter mit Spitzhelm, Anfang 16. Jahrhundert; mit Ausstattung. | D-7-80-116-1 | Katholische Kapelle St. Maria Magdalena und St. Ottilia |

### Dietrichs
| Lage                    | Objekt                    | Beschreibung | Akten-Nr.    | Bild                      |
| ----------------------- | ------------------------- | --- | ------------ | ------------------------- |
| In Dietrichs (Standort) | Katholische Marienkapelle | Katholische Marienkapelle, Rechteckbau mit leicht eingezogenem, dreiseitigem Schluss und Dachreiter, späteres 18. Jahrhundert; mit Ausstattung. | D-7-80-116-4 | Katholische Marienkapelle |

### Kierwang
| Lage                                                      | Objekt                    | Beschreibung | Akten-Nr.             | Bild                      |
| --------------------------------------------------------- | ------------------------- | --- | --------------------- | ------------------------- |
| Am Stieg 6, an der alten Straße nach Sigiswang (Standort) | Wegkapelle Beim Bild      | Wegkapelle Beim Bild, kleiner Rechteckbau mit steilem Satteldach, um 1706; mit Ausstattung.                            | D-7-80-116-6 Wikidata | BW                        |
| Ortsstraße 4 (Standort)                                   | Katholische Marienkapelle | Katholische Marienkapelle, Rechteckbau mit dreiseitigem Schluss und Dachreiter, Ende 17. Jahrhundert; mit Ausstattung. | D-7-80-116-5          | Katholische Marienkapelle |

### Obermühlegg
| Lage                      | Objekt           | Beschreibung                                                                        | Akten-Nr.             | Bild           |
| ------------------------- | ---------------- | ----------------------------------------------------------------------------------- | --------------------- | -------------- |
| In Obermühlegg (Standort) | Kapelle St. Anna | Kleiner Rechteckbau mit dreiseitigem Schluss und Dachreiter, 1683; mit Ausstattung. | D-7-80-116-7 Wikidata | weitere Bilder |

### Sonderdorf
| Lage                                                                         | Objekt                         | Beschreibung | Akten-Nr.              | Bild                           |
| ---------------------------------------------------------------------------- | ------------------------------ | --- | ---------------------- | ------------------------------ |
| Eschäcker, 150 m östlich des Ortes. (Standort)                               | Bildstock                      | Bildstock, im Kern 18./19. Jahrhundert.                                                                                         | D-7-80-116-10 Wikidata | Bildstock                      |
| In Sonderdorf (Standort)                                                     | Katholische Kapelle St. Magnus | Katholische Kapelle St. Magnus, Rechteckbau mit dreiseitigem Schluss und Dachreiter, um 1720; mit Ausstattung.                  | D-7-80-116-8           | Katholische Kapelle St. Magnus |
| Sonderdorf 5, am nördlichen Ortsrand. (Standort)                             | Bildstock                      | Bildstock, im Kern wohl 19. Jahrhundert.                                                                                        | D-7-80-116-11 Wikidata | BW                             |
| Sonderdorf 23 (Standort)                                                     | Ehemaliges Bauernhaus          | Ehemaliges Bauernhaus, zweigeschossiger Blockbau mit Schleppdach, Wohnteil verputzt, im Kern um 1720, Wirtschaftsteil erneuert. | D-7-80-116-9 Wikidata  | Ehemaliges Bauernhaus          |
| Zunkleitenalpe; 3,2 km östlich des Riedberger Horns, 1172 m Höhe. (Standort) | Zunkleiten Alpe                | Zunkleiten Alpe, erdgeschossiger, teilweise verschindelter Blockbau mit Satteldach, im Kern vor 1860, erneuert.                 | D-7-80-116-12 Wikidata | Zunkleiten Alpe                |

### Untermühlegg
| Lage                       | Objekt                                        | Beschreibung | Akten-Nr.     | Bild           |
| -------------------------- | --------------------------------------------- | --- | ------------- | -------------- |
| In Untermühlegg (Standort) | Katholische Kapelle St. Wendelin und St. Anna | Katholische Kapelle St. Wendelin und St. Anna, spätgotischer Saalbau mit eingezogenem Chor und Dachreiter, um 1445, Umbau nach 1649, Erweiterung 1706; mit Ausstattung. | D-7-80-116-13 | weitere Bilder |